# جامعة العلوم الإسلامية بلعيون
جامعة العلوم الإسلامية هي ثالث مؤسسة تعليم عالٍ إسلامية حكومية في الجمهورية الإسلامية الموريتانية، بعد جامعة نواكشوط العصرية والمعهد العالي للدراسات والبحوث الإسلامية، ومعهد العلوم العربية والشرعية التابع لجامعة الإمام محمد بن سعود بالرياض، الذي أغلقه الرئيس الأسبق معاوية ولد سيدي أحمد الطايع، 2003م، ومقرها لعيون عاصمة الحوض الغربي.

## التأسيس
لقد أسست بالمرسوم رقم (112/2011) بناء علي تقرير مشترك بين وزير الدولة للتهذيب الوطني والتعليم العالي والبحث العلمي، وزير الشؤون الإسلامية والتعليم الأصلي، بعد مصادقة مجلس الوزراء، يوم الخميس 28 ابريل 2011 تحت رئاسة السيد محمد ولد عبد العزيز، رئيس الجمهورية، وهي مؤسسة عمومية ذات شخصية قانونية واستقلال مالي مقرها لعيون، تحت وصاية وزارة الشؤون الإسلامية والتعليم الأصلي، تهدف إلي ترسيخ القيم الإسلامية السمحة وتعزيز الثوابت الوطنية، والمساهمة في ديمومة الأشعاع العلمي والثقافي للبلد، توفير التكوين الأولي، استيعاب خريجي التعليم الأصلي (المحاضر)، إضافة إلى ترقية البحث العلمي في مجال العلوم الإسلامية والعربية.

## الهيئات
تتكون هيئات جامعة العلوم الإسلامية من مجلس إدارة، ورئاسة الجامعة، والمجلس التربوي العلمي، وكليات ثلاثة هي:
1. كلية أصول الدين.
2. وكلية الشريعة.
3. وكلية اللغة العربية والعلوم الإنسانية.

وتتبع لها معاهد جهوية متوسطة هي:
1. معهد الإمام الحضرمي في ولاية بوتيلميت.
2. ومعهد بوبكر بن عامر في كيفة.
3. ومعهد عبد الله بن ياسين في نواذيبو.
4. ومعهد عبد القادر كان في كيهيدي.

## نظام الدراسة والتكوين
تنتهج الجامعة نظام (LMD) ليسانس ثلاث سنوات بعد الثانوية العامة، ماستر سنتين، دكتوراه ثلاث سنوات، وتشمل الدراسة في كلية الشريعة التخصصات التالية: الفقه والأصول، الاقتصاد الإسلامي، والقانون، أما كلية اللغة العربية والعلوم الإنسانية فتشمل اللغة العربية وآدابها والإعلام والاتصال، والتاريخ والحضارة، والتربية وعلم النفس وتضم كلية أصول الدين: القرآن وعلومه والسنة وعلومها، والعقيدة والفكر الإسلامي.
أما المعاهد الجهوية التابعة لها فتستمر الدراسة فيها ستة سنوات موزعة علي الأعدادية والثانوية، ويرشح الطالب بعد ذلك للمشاركة في مسابقة الثانوية العامة للدولة شعبة الآداب.